# 近鉄けいはんな線
けいはんな線（けいはんなせん）は、大阪府東大阪市の長田駅から奈良県奈良市の学研奈良登美ヶ丘駅を結ぶ近畿日本鉄道（近鉄）の鉄道路線である。
けいはんな線の母体となったのは、1977年（昭和52年）に設立された近鉄完全子会社の東大阪生駒電鉄が整備し、1986年（昭和61年）4月1日に近鉄が東大阪生駒電鉄を吸収合併して同年10月1日に近鉄の直営路線として開業した長田駅 - 生駒駅間の東大阪線（ひがしおおさかせん）である。2006年（平成18年）3月27日に「京阪奈新線」の仮称で建設されていた生駒駅から学研奈良登美ヶ丘駅までが開業し、それと同時に東大阪線長田駅 - 生駒駅間も含めけいはんな線に改称された。
駅ナンバリングで使われる路線記号はCで、番号は相互直通運転している大阪市高速電気軌道 (Osaka Metro) 中央線と連番で振られている。近鉄で最初に駅ナンバリングが導入された路線であり、けいはんな線の開業と同時に、旧東大阪線区間も含めて割り当てられた。
なお、学研奈良登美ヶ丘駅までの延伸を機に相互直通運転を行っている大阪市営地下鉄中央線（現在のOsaka Metro中央線）と併せて「ゆめはんな」という愛称が付けられたが、2024年現在案内には用いられていない。
本項では東大阪生駒電鉄・近鉄東大阪線の時代についても取り上げる。

## 概要
長田駅 - 生駒駅間は東大阪線として、沿線の宅地開発が進み混雑が激しくなった近鉄奈良線のバイパスとして開業し、生駒駅 - 学研奈良登美ヶ丘駅間の開業時に東大阪線もけいはんな線に改称された。けいはんな線の名称は、関西文化学術研究都市の愛称「けいはんな学研都市」に由来する。なお、延伸を機に生駒駅で乗り換えることなく中央線本町方面と行き来できるアピールを目的として、相互直通運転が行われている大阪市営地下鉄中央線（現在のOsaka Metro中央線）と当路線の総称として「ゆめはんな」という愛称が公募によって付けられたが、2024年現在では公式の案内には用いられていない。
これに対して沿線自治体である東大阪市は、路線名から東大阪が消えた代わりに駅名に東大阪の名を付けるために同市役所の最寄り駅である荒本駅の駅名を東大阪駅に改称するよう近鉄に対して求めている。ただし駅名変更には莫大な費用がかかり、東大阪市は財政難のため、一般的に自治体が負担すべき駅名変更費用を近鉄の負担で行うよう求めている ことから、その後これ以上の動きはない。

東大阪線時代は、近鉄のコーポレートカラーであるオレンジとスカイブルー（正確にはソーラーオレンジとアクアブルー、パールホワイトの3色を近鉄所有車両で使用している）を路線のイメージカラーに取り入れており、現在も近鉄所有車両や東大阪線時代からの既存駅設備の一部にその名残が残っているが、けいはんな線への移行時に改めて路線イメージカラーを薄緑（ライムグリーン■）に定めている（ただし、近鉄車両の色は従来通り）。
全線でPiTaPa・ICOCA・Suica・TOICAなどの全国相互利用サービスのIC乗車カードが使用できる。また、以前はスルッとKANSAI対応カードにも対応していた。Jスルーカードは利用エリア外となっていたが、自動券売機での乗車券の購入でのみ利用できた。また、東大阪線時代から引き続き建設費回収のための加算運賃が適用されている。
他の近鉄線（直流1500V、架線式）とは異なり、けいはんな線では乗り入れ先のOsaka Metro中央線に合わせて、第三軌条方式が採用されている。第三軌条方式および直流750Vでの電化は在阪大手私鉄の鉄軌道路線では唯一であり、他線と相互直通運転する第三軌条方式の路線としても大手私鉄で唯一である。

## 路線データ
- 管轄・路線距離（営業キロ）：全長18.8 km
  - 近畿日本鉄道（軌道事業者）
    - 長田駅 - 鉄軌分界点間 5.1 km

  - 近畿日本鉄道（第一種鉄道事業者）
    - 鉄軌分界点 - 生駒駅間 5.1 km

  - 近畿日本鉄道（第二種鉄道事業者）・奈良生駒高速鉄道（第三種鉄道事業者）
    - 生駒駅 - 学研奈良登美ヶ丘駅間 8.6 km
- 建設主体：日本鉄道建設公団（現 独立行政法人 鉄道建設・運輸施設整備支援機構）[注釈 4]
- 軌間：1435mm
- 駅数：8駅、2信号場（起終点駅含む）
- 複線区間：全線
- 電化区間：全線電化（直流750V・第三軌条方式）
- 閉塞方式：自動閉塞式
- 保安装置：WS-ATC
- 最高速度：95 km/h[1]
- 編成両数：6両
- ホーム最大対応編成両数：8両（白庭台駅・学研北生駒駅・学研奈良登美ヶ丘駅は6両）
- 車内案内装置設置率：100%

全線が大阪統括部（旧上本町営業局）の管轄で、長田駅から新石切駅東方の鉄軌分界点までは軌道法による軌道、鉄軌分界点から学研奈良登美ヶ丘駅までは鉄道事業法による鉄道となっている。

### キロポスト
後述する歴史的経緯から、けいはんな線では、距離を示すキロポストが2つに分かれている（矢印の方向にキロ数が増える）。
1. 長田駅→生駒駅
東大阪線として開通した区間を長田起点でキロポストを打っているため。
2. 生駒駅→学研奈良登美ヶ丘駅
京阪奈新線の仮称で建設され、生駒から学研奈良登美ヶ丘へ向けての新たな0キロポストを設けたため。

## 歴史

### 長田駅 - 生駒駅間
戦後、近鉄は沿線の宅地開発が進み、混雑が激しくなった奈良線の混雑緩和策として、1962年（昭和37年）7月の都市交通審議会大阪部会で瓢簞山  - 谷町四丁目間の新線計画を提案した。同時期に京阪が大和田 - 森ノ宮間を、大阪市が当時市営の地下鉄4号線（現在の中央線）を本町 - 森ノ宮経由で放出まで延伸する計画をそれぞれ立てており、さらに大阪市は4号線の計画を石切まで延長したため、一部区間で重複することとなった。
1963年（昭和38年）3月29日の都市交通審議会答申第7号では、大阪市が当時大阪港 - 弁天町間が開業していた地下鉄4号線を本町・森ノ宮経由で荒本まで延長し、京阪が八幡 - 交野 - 星田 - 大和田 - 荒本間の新線を、近鉄が瓢簞山 - 荒本間の新線をそれぞれ整備して、荒本駅で各線の緊密な連絡を図り、さらに関係者間で協議の上、相互直通運転を実施できるよう具体的措置を講じるよう答申された。だが、大阪市が4号線を第三軌条式で建設しており、京阪は新線建設を断念し、残る近鉄が自社線内を架線式として架線式・第三軌条式両方に対応する車両を開発した上で4号線と相互直通する方針を固めたものの、大阪市が難色を示したため、近鉄も新線建設を断念した。
その後しばらくこの話は放置されていたが、1971年（昭和46年）に出された都市交通審議会答申第13号で「大阪市営地下鉄中央線を延伸して生駒まで緊急に整備すべき」とされたことから再び新線建設の機運が高まった。1972年（昭和47年）6月の大阪圏高速鉄道網整備推進会議では、深江橋 - 荒本 - 生駒間のうち深江橋 - 荒本間を大阪市が、荒本 - 生駒間を近鉄が建設する意図が明らかにされ、近鉄は両区間の同時開通と相互直通運転実施を要望した。このため、関係者間でさらに協議が重ねられ、1974年（昭和49年）6月に大阪府の提案で大阪市が東大阪市長田駅までを建設し、そこから先は近鉄が建設することで話がまとまり、1975年（昭和50年）1月に大阪市と近鉄は相互直通運転区間を大阪港 - 生駒間とする相互直通運転に関する基本協定の大綱を確認した。
近鉄は1977年（昭和52年）に長田駅 - 生駒駅間の免許・特許を取得し、すぐに全額出資子会社の東大阪生駒電鉄を設立して免許・特許を譲渡した後に工事に充て、1979年（昭和54年）に日本鉄道建設公団（現在の鉄道建設・運輸施設整備支援機構）のP線として工事が開始された。前述の相互直通運転に関する基本協定は大阪市と東大阪生駒電鉄の間で締結された。奈良線のバイパスとして建設した経緯から一体的に経営することが望ましいと考えた近鉄は、工事がほぼ完了した1986年（昭和61年）4月に東大阪生駒電鉄を吸収合併し、同年10月1日に長田駅 - 生駒駅間が東大阪線として開業した。この手法は京阪鴨東線の建設でも活かされた。
東大阪市内の工事区間では、水走（みずはい）、鬼虎川、西ノ辻、神並（こうなみ）の各遺跡が存在しており、埋蔵文化財の発掘調査が実施された。調査面積は約5万4千m2だった。

### 生駒駅 - 学研奈良登美ヶ丘駅間
「関西文化学術研究都市（学研都市）への交通アクセスの対応」の他、「学研都市へのアクセス駅となっている学園前駅の道路混雑の緩和」や「混雑の激しい近鉄奈良線の混雑緩和」、「住宅地開発に伴い発生する輸送需要の増加に対応」、「学研都市の整備推進」などを目的として事業の実施に至った。
大阪と関西文化学術研究都市（学研都市）を結ぶ路線として東大阪線を延伸する形で建設され、奈良県の生駒市北部および奈良市北西部に広がる住宅地群の足となっている。
1982年（昭和57年）に国土庁（現在の国土交通省）が発表した「関西学術研究都市基本構想」で、生駒 - 高の原間と同区間から分岐して精華・西木津方面へ向かう路線が示され、1989年（平成元年）の運輸政策審議会答申第10号「大阪圏における高速鉄道を中心とする交通網の整備に関する基本計画について」では、生駒 - 高の原間が2005年（平成17年）までに整備すべき路線、同区間から分岐して祝園付近（2004年の近畿地方交通審議会答申第8号では新祝園）までと高の原 - 木津方面までが整備を検討すべき路線として盛り込まれた。
近鉄独自で想定投資額1000億円規模の事業にあたることは困難であるため、建設費の補助を受けられる第三セクター方式を採ることになり、1998年（平成10年）に建設主体として第三セクター会社の奈良生駒高速鉄道が設立された。完成後は同社が施設を保有する第三種鉄道事業者、近鉄が運営にあたる第二種鉄道事業者となる上下分離方式をとることになり、2000年（平成12年）に着工された。
また、開業目標も当初は2005年（平成17年）秋としていたが、用地買収に手間取り、また運転士の習熟訓練に時間がかかることから半年ほど延びて、2006年（平成18年）3月27日に開業を迎えた。

### 年表
- 1977年（昭和52年）
  - 3月23日：近畿日本鉄道が長田駅 - 鉄軌分界点間の軌道事業特許と鉄軌分界点 - 生駒駅間の鉄道事業免許を取得[8]。
  - 9月16日：東大阪生駒電鉄設立[8]。
  - 12月23日：長田駅 - 鉄軌分界点間の軌道事業特許と鉄軌分界点 - 生駒駅間の鉄道事業免許を東大阪生駒電鉄へ譲渡認可[24]。
- 1982年（昭和57年）9月16日：東大阪線建設起工式[25]。
- 1986年（昭和61年）
  - 4月1日：近畿日本鉄道が東大阪生駒電鉄を合併[26][16][24]。
  - 10月1日：東大阪線として長田駅 - 生駒駅間が開業[26]。大阪市営地下鉄中央線大阪港駅まで相互直通運転開始[26]。東生駒車庫開設。
- 1987年（昭和62年）9月21日：生駒トンネル内で漏電によるケーブル火災発生[17][27]。通過中の電車が立往生して1人が死亡、48人が負傷する[27]。
- 1990年（平成2年）3月15日：昼間時の地下鉄中央線内折り返し列車（4本に1本の割合で設定）を延長し、全列車を東大阪線直通とする。
- 1997年（平成9年）12月18日：大阪港トランスポートシステムテクノポート線（2005年7月1日より大阪市営地下鉄中央線に編入）の開業に伴い、相互直通運転区間をコスモスクエア駅まで延長。
  - それに伴うダイヤ改正は12月11日に行われ、大阪港駅 - コスモスクエア駅間が開業する12月18日の正午まではいわゆる「予行運転」の形で大阪港 - コスモスクエア間は回送列車として運転。
- 1998年（平成10年）
  - 7月28日：奈良生駒高速鉄道設立[22][28]。
  - 9月3日：京阪奈新線として奈良生駒高速鉄道が生駒 - 登美ヶ丘間の第三種鉄道事業免許、近畿日本鉄道が同区間の第二種鉄道事業免許をそれぞれ取得[22][29]。
- 2000年（平成12年）10月：京阪奈新線着工[23]。
- 2001年（平成13年）2月1日：各駅でスルッとKANSAI対応カードの取り扱い開始。
- 2004年（平成16年）
  - 8月26日：東生駒トンネル (3,600m) 貫通。
  - 12月1日：7020系の営業運転開始[30]。
- 2005年（平成17年）
  - 1月31日：正式路線名の「けいはんな線」と新設3駅の正式駅名を発表[31]。
  - 8月4日：東大阪線をけいはんな線に改称することを決定[4]。
  - 10月26日：けいはんな線・東大阪線・大阪市営地下鉄中央線の統一愛称を「ゆめはんな」に決定。同時期に小学生などを対象とした絵画コンクールも開催[5]。
- 2006年（平成18年）
  - 3月19日・20日：試乗会を実施（1日4回・応募制）。
  - 3月21日：生駒駅 - 学研奈良登美ヶ丘駅間の開業を見据えたダイヤ改正を実施。ただし、3月26日まではいわゆる「予行運転」で生駒駅 - 学研奈良登美ヶ丘駅間は回送列車として運転していた。
  - 3月27日：生駒駅 - 学研奈良登美ヶ丘駅間が開業[3]。東大阪線をけいはんな線に改称し、長田駅 - 学研奈良登美ヶ丘駅間をけいはんな線とする[4]。開業区間の各駅で同時にスルッとKANSAI対応カードの取り扱い開始。近鉄線内でワンマン運転を開始[32]。同時に登美ヶ丘車庫と東生駒信号場・登美ヶ丘信号場も開設。
- 2007年（平成19年）4月1日：各駅でPiTaPa・ICOCAの取り扱い開始。
- 2009年（平成21年）8月30日：新線区間の平日朝ラッシュ時大増発を軸としたダイヤ改正を実施[33]、両者の車両がそれぞれ相手先で夜間留置となる「外泊運用」が設定される。
- 2013年（平成25年）3月23日：平日朝方に学研奈良登美ヶ丘行きの増発、および地下鉄中央線内の終電繰り下げに伴うダイヤ改正を実施[34][35]、「外泊運用」の設定は再び無くなる。
- 2018年（平成30年）3月24日：学研奈良登美ヶ丘発着の増発などに伴うダイヤ改正を実施[36]。
- 2024年（令和6年）
  - 6月28日：大雨による生駒駅 - 白庭台駅間での土砂災害の影響で全線が運転見合わせ[37]。
  - 6月29日：長田駅 - 新石切駅間が運転再開[38][39]。
  - 7月1日：新石切駅 - 学研奈良登美ヶ丘駅間が運転再開[40]。
- 2025年（令和7年）1月19日：Osaka Metro中央線の延伸に伴い、相互直通運転区間が夢洲駅まで延長[41]。

## 運行形態
長田駅から全列車がOsaka Metro中央線夢洲駅まで相互直通運転を行っており、生駒・学研奈良登美ヶ丘方面との列車で長田駅を始発・終着とするものはない（平日の生駒・学研奈良登美ヶ丘方面行きの一部に森ノ宮駅を始発とする列車がある）。ほぼ全列車が夢洲駅まで直通運転を行っているが、学研奈良登美ヶ丘駅始発のけいはんな線最終と朝方の生駒・学研奈良登美ヶ丘方面行き1本はコスモスクエア駅発着となっている。相互直通運転であるため、Osaka Metroの車両も運転されている。また、延伸区間（生駒駅 - 学研奈良登美ヶ丘駅間）開業時から全線でワンマン運転を実施しており、その運行補助のために全駅に赤外線検知式のホームセンサーを設置している。
全列車が普通列車で、長田駅 - 学研奈良登美ヶ丘駅間の標準所要時間は22分である。なお、快速列車の運転も検討されていると伝えられたが、これは見送られた。
全列車の3割程度が生駒駅発着で運転されているが、生駒駅折り返し列車は生駒駅到着後に東生駒信号場（車庫）まで回送して折り返す。
運行間隔は、ラッシュ時はすべて学研奈良登美ヶ丘発着となり、長田駅 - 学研奈良登美ヶ丘駅間で約4分間隔、日中は長田駅 - 生駒駅間で7分30秒間隔（1時間あたり8本）、生駒駅 - 学研奈良登美ヶ丘駅間は15分間隔（1時間あたり4本）である。
2006年（平成18年）7月19日に一部ダイヤが変更され、夜間の学研奈良登美ヶ丘駅から東生駒車庫への回送列車2本が生駒行きの営業列車に変更された。2009年（平成21年）8月30日には、新線区間の利用客数増加によりけいはんな線のみダイヤ改正を行い、生駒駅 - 学研奈良登美ヶ丘駅間の平日朝ラッシュ時間帯のコスモスクエア方面行き列車本数が7時台で改正前の7本から倍の14本に、8時台で改正前の7本から10本に大幅に増発された（それぞれ学研奈良登美ヶ丘発基準）。これは改正前の生駒駅を始発とする列車を延長運転する形での増発となり、朝ラッシュ時は生駒駅を始発とする列車は設定されていない。
2013年（平成25年）3月23日には、平日朝方に学研奈良登美ヶ丘行きの増発（生駒行き列車が生駒駅到着後回送列車として学研奈良登美ヶ丘駅へ向かう列車の営業列車化）および地下鉄中央線内の終電繰り下げに伴うダイヤ改正が実施されている。
2025年（令和7年）1月11日には、ダイヤ改正により学研奈良登美ヶ丘駅始発の初電繰り上げおよび朝方の生駒駅 - 学研奈良登美ヶ丘駅間の増発が実施された。このダイヤ改正はOsaka Metro中央線の夢洲駅が同月19日に開業することによるものである。なお、同線は2025年日本国際博覧会（大阪・関西万博）開催に向けて同年4月2日から10月13日まで増発ダイヤとなる予定であり、これに併せてけいはんな線も運行本数を変更した特別ダイヤとなる。
なお、大晦日から元旦にかけての終夜運転は、ここ最近ではコスモスクエア駅 - 学研奈良登美ヶ丘駅間を30分間隔で運行する形となっていたが、2022年度以降はOsaka Metroが終夜運転を取りやめたため、けいはんな線内のみを30分間隔で運行する形となっている。1999年（平成11年）12月31日から2000年（平成12年）1月1日にかけての終夜運転では、コンピュータの2000年問題でシステム等に障害が発生することを懸念して各社局で様々な対応が行われ、近鉄では午前0時前後も列車を通常どおり運行させていたものの、当時の大阪市営地下鉄では午前0時前に列車を最寄駅に一時停車させる措置が行われたため、当時の東大阪線内でも生駒発コスモスクエア行きの1本が午前0時前に新石切駅で一時停車させる措置が行われた。

### 最高速度の向上
- 当節の参考文献：『京阪奈新線整備事業誌』 近畿日本鉄道・奈良生駒高速鉄道、2006年12月。

生駒駅 - 学研奈良登美ヶ丘駅間の開業後は運転区間が延びることから所要時間を短縮するため、最高速度をそれまでの70 km/hから95 km/hとし、これに先立ち、2006年（平成18年）2月25日から旧東大阪線の区間の最高速度が70 km/hから95 km/hに引き上げられ、一部列車で習熟訓練が始まった。同年3月21日にはおよそ16年ぶりとなるダイヤ変更が行われ、全列車の最高速度が引き上げられた。これにより、第三軌条方式（サードレール）を採用している鉄道路線としては、これまでの横浜市営地下鉄の80 km/hを上回る日本国内最速の運転が実現することとなった。
けいはんな線の最高速度は、当初、旧東大阪線と同様の70 km/h（設計最高速度は85 km/h）で計画されていたが、事業免許申請時と比較して輸送人員が大幅に減少することが予想され、また近鉄奈良線と比べて速度面で劣っていたため、対策の一環としてスピードアップが検討された。なお、従前より、近鉄では第三軌条方式の速度向上に関して、鉄道総研に依頼して夜間実験などを行っていた。
運転最高速度は、95km/hと決定された。その理由は、当初、80 km/h - 110 km/hまで10 km/hきざみで検討されたが、90 km/hに改造するコストで95 km/hまで速度向上ができること、また95 km/hと100 km/hの間には費用に2倍以上の差があり、短縮時分が25秒と小さいことが判明したのが決め手となり、95 km/hまでの速度向上となった。費用差については、モーターの新製、ギア比の変更、信号灯器の5現示化（近鉄では5灯式信号機をけいはんな線に限らず全線において1基も採用していない）等が新たに必要だった。
速度向上の結果、2021年時点では、例として生駒駅 - 九条駅間で、近鉄奈良線と阪神なんば線を直通する快速急行の28分程度に対し本路線で30分程度と、充分拮抗する所要時間を実現している。
運転最高速度の引き上げに伴い、車両については主電動機（モーター）の強度アップ、主制御装置ソフトの一部変更、ATC装置に照査速度95 km/hを追加などの改造が実施された。また、地上設備についても、G現示（緑）=70 km/hであった信号現示をYG現示（橙・緑）=70 km/hに変更し、G現示=95 km/hとなったほか、信号機の移設や中継信号機の新設などが実施された。
この運転最高速度の引き上げは、2025年1月から直通先のOsaka Metro中央線の一部区間（大阪港駅 - 夢洲駅間）でも実施されている。

### 列車番号と車両運用
けいはんな線では同一系統の列車が多数運転されていることもあり、『近鉄時刻表』にも記載されている列車番号は近鉄の他の鉄道路線と付与方が異なっている。具体的にいえば東京メトロの各線と同じような付与方を採用しており、列車番号の千位・百位は始発駅の発車時間帯を、十位・一位は車両の運用番号を表している。
2013年（平成25年）3月23日改正ダイヤにおける運用番号は、大阪市交通局（現・大阪市高速電気軌道）所属車両が01…、近鉄所属車両が70…、となっている。東京メトロでは列車番号の頭に「A」「B」を付与して方向を区別しているが、けいはんな線では学研奈良登美ヶ丘方面行きには前述の法則に3000を加算した列車番号を付与して方向を区別している。
なお、平日朝方に学研奈良登美ヶ丘発の列車が増発された2009年（平成21年）8月30日改正ダイヤにて、大阪市交所属車両1本がけいはんな線内で、また近鉄所属車両1本が地下鉄中央線内でそれぞれ夜間留置となる「外泊運用」が設定されたが、2013年3月改正ダイヤにて外泊運用は再び設定されなくなった。

## 沿線概況

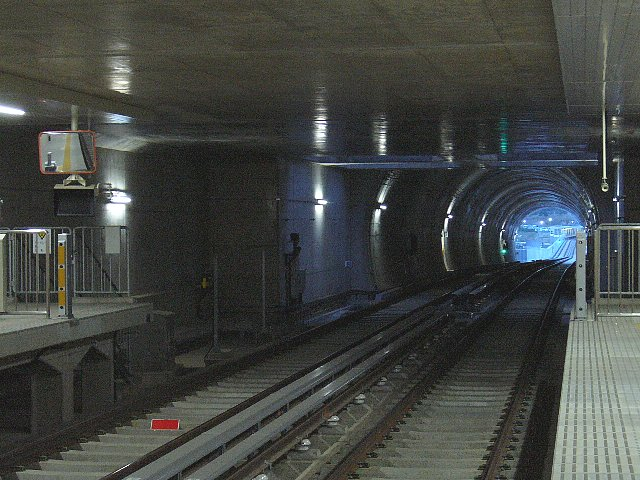
白庭台駅東端から白庭トンネル越しに東を望む。トンネルの向こうに学研北生駒駅が見える。両駅間は0.8km（2006年4月20日）。

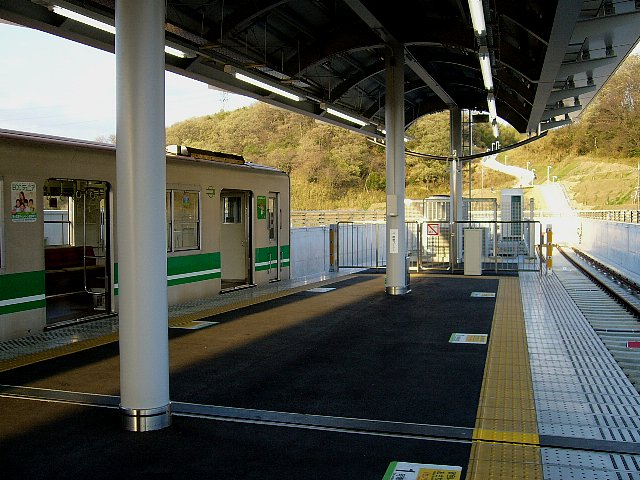
学研奈良登美ヶ丘駅東端。将来の延伸に対応できるよう考慮された構造（2006年4月20日）

新石切駅以西は阪神高速13号東大阪線と国道308号の下を走り、長田駅 - 荒本駅間は地下（掘割）区間、荒本駅 - 新石切駅間は高架になっている。これは当時の建設省管轄下で道路と一体的に工事を行うためであり、高速道路の高架橋と鉄道の高架橋による一体的な構造物は日本初で、道路幅員が大きく取れない場合の有効手段として当時大きく注目されていた。
東大阪市の市役所、大阪府立中央図書館の最寄り駅の荒本駅を過ぎると地上に出る。吉田駅を出ると阪神高速の中央部を進み、正面には生駒山地が見える。新石切駅を過ぎると、大阪電気軌道時代に造られた旧生駒トンネルの一部を再利用している生駒トンネル (4,737m) を駆け抜け、奈良県生駒市に入り、すぐに生駒駅に到着する。生駒駅は奈良線・生駒線・生駒鋼索線の接続駅である。
生駒駅 - 学研奈良登美ヶ丘駅間は約6割がトンネルとなっている。生駒駅から奈良線に沿って東に進み、東生駒駅付近まで近鉄奈良線と並走する。東生駒駅のすぐ北方を通るが、事業全体の採算性と近鉄奈良線による利便性が確保されていることから、けいはんな線には東生駒駅は設置されなかった。その後、東生駒車庫と東生駒駅を右に見ながら左にカーブして東生駒トンネルに入る。
右にカーブすると白庭台駅で、トンネルを抜けて富雄川が流れる鳥見谷を渡るとすぐに関西文化学術研究都市の高山クラスターとその中の奈良先端科学技術大学院大学の最寄りである学研北生駒駅に着く。
けいはんな線開業前までは、白庭台駅周辺のあすか野、白庭台住宅地などは東生駒駅起点の奈良交通バスを利用し、学研北生駒駅周辺の学園前エリアの北大和、真弓住宅地などは学園前起点のバスを利用していたため、新線開業でこれら新興住宅地を含む地域の利便性は格段に向上した。
再びトンネルに入って住宅地の地下を抜けると、奈良市に入って右手に登美ヶ丘車庫が見え始め、下り勾配を進むと終点の学研奈良登美ヶ丘駅に到着する。

## 車両
運用車両は、近鉄・大阪市高速電気軌道（旧大阪市交通局）の車両ともに、すべて19m長・2.9m幅・4ドア車の6両固定編成である。

### 自社車両
- 7000系（1986年 - ）
- 7020系（2004年 - ）

夏期（5月 - 10月）における弱冷車は、2号車（学研奈良登美ヶ丘寄りから2両目）に設定されている。

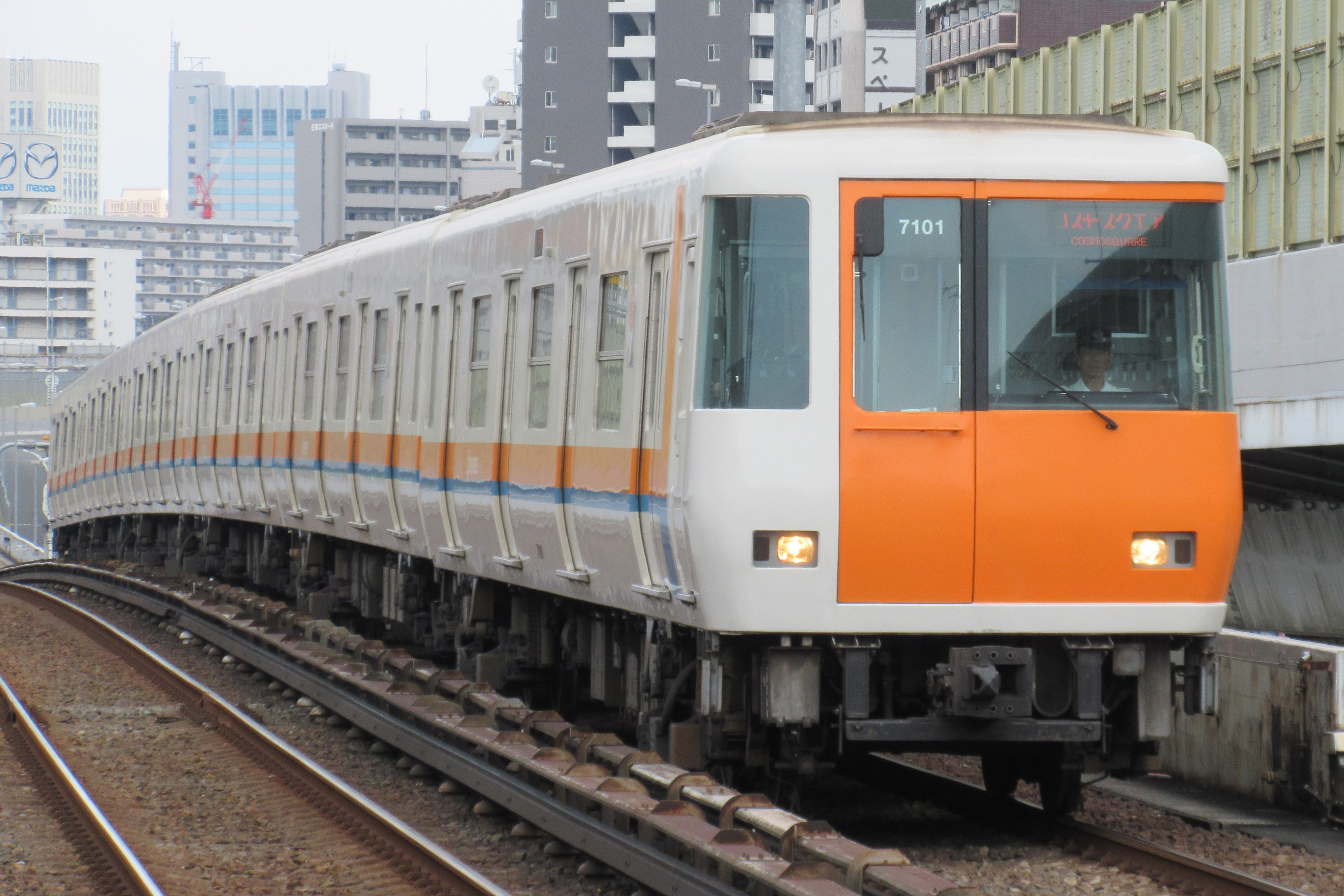
7000系
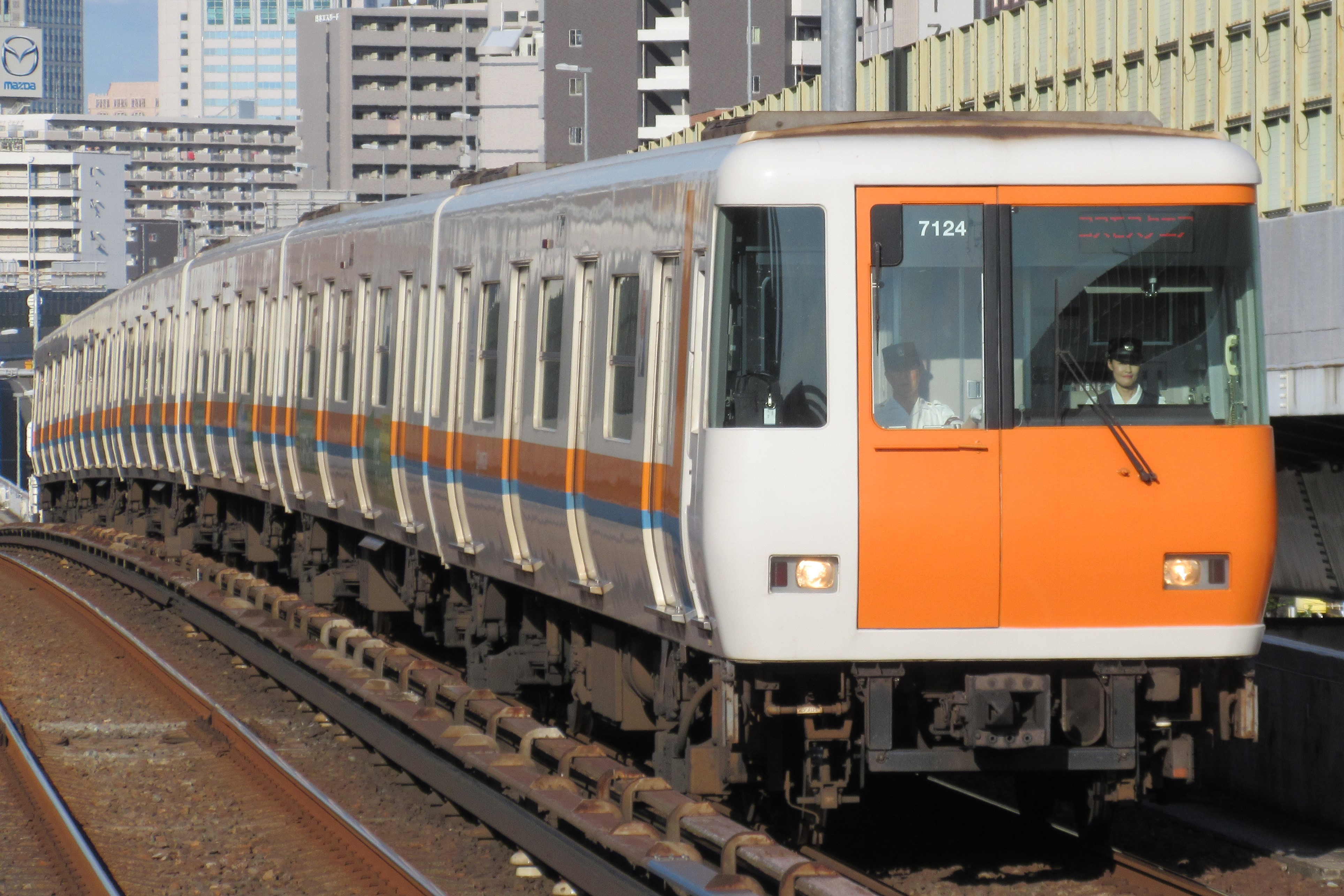
7020系

### 乗り入れ車両
大阪市高速電気軌道
- 30000A系（2022年 - ） - 2025年大阪・関西万博終了後は谷町線に転出予定。
- 400系（2023年 - ）

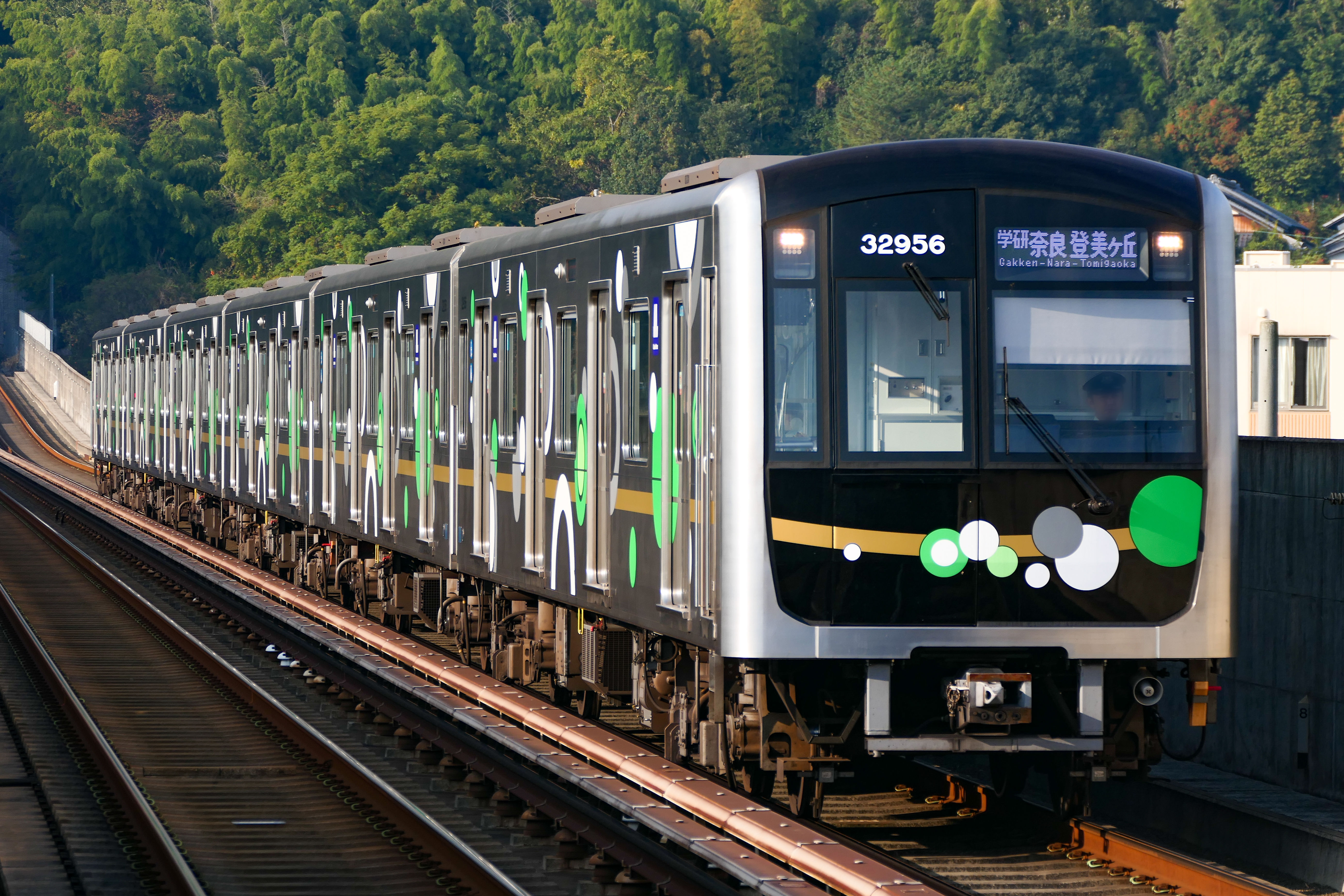
30000A系
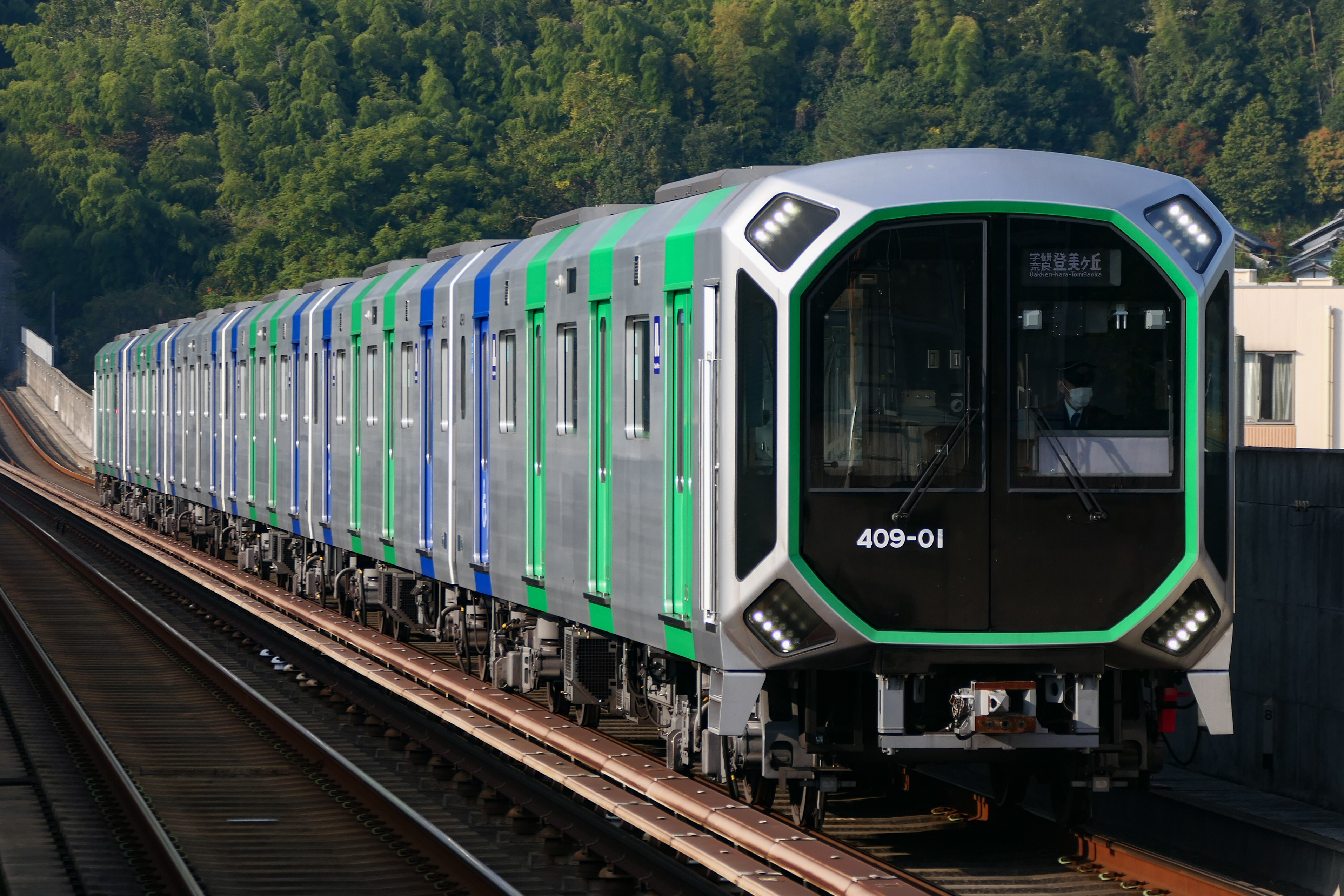
400系

### 過去の乗り入れ車両
- 大阪市交通局
  - 50系（1986年 - 1991年） - 当系のみ17m長3ドア車。
  - 30系（1986年 - 1995年） - アルミ車の一部には、元北大阪急行の車両（初代8000形）もあった。
  - 20系（1986年 - 2024年）
  - 24系（1991年 - 2023年）
- 大阪港トランスポートシステム
  - OTS系（1997年 - 2005年） - 大阪市交通局に譲渡され、24系に50番台として編入された後谷町線に転属、22系の22662・22663Fになっている。

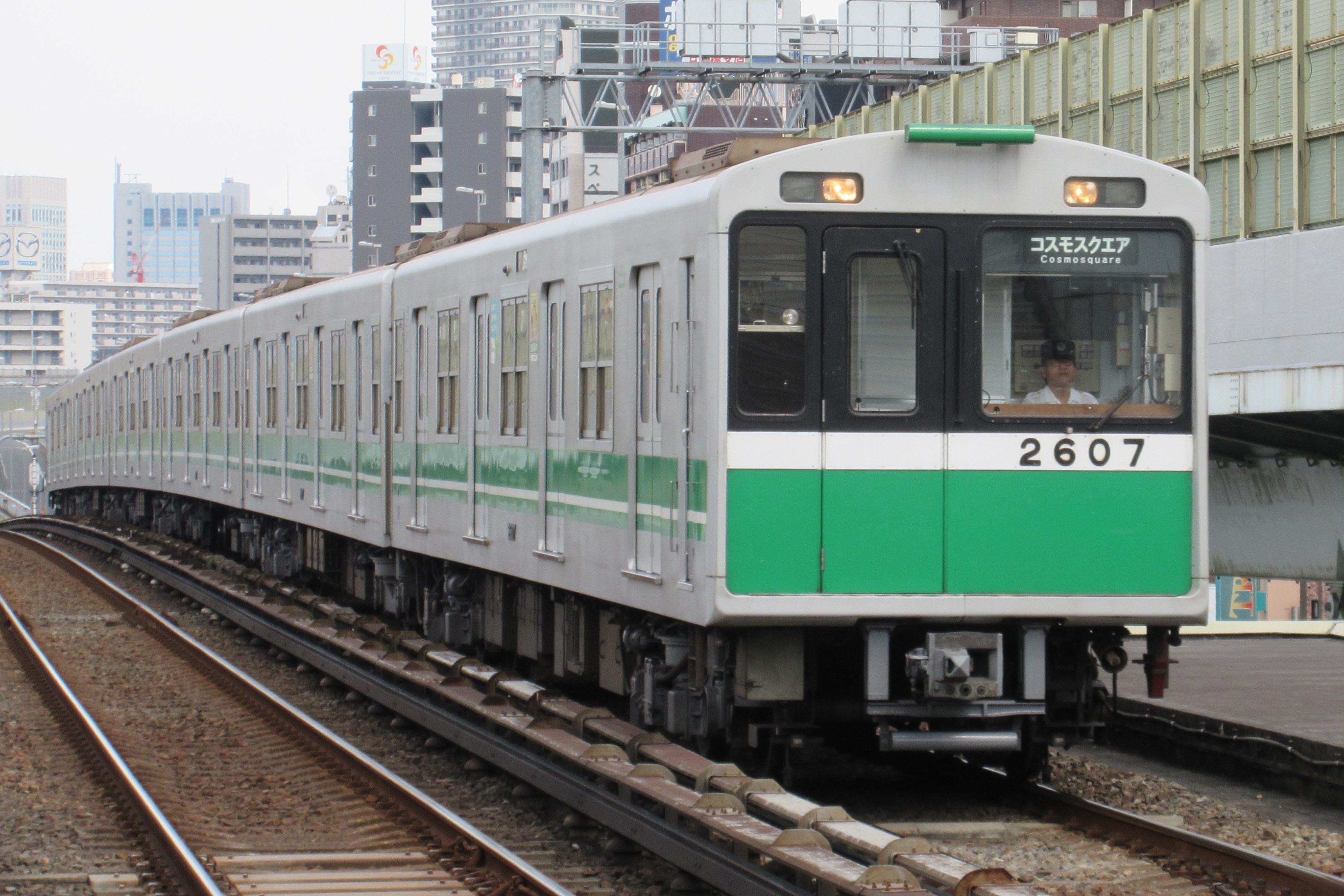
20系
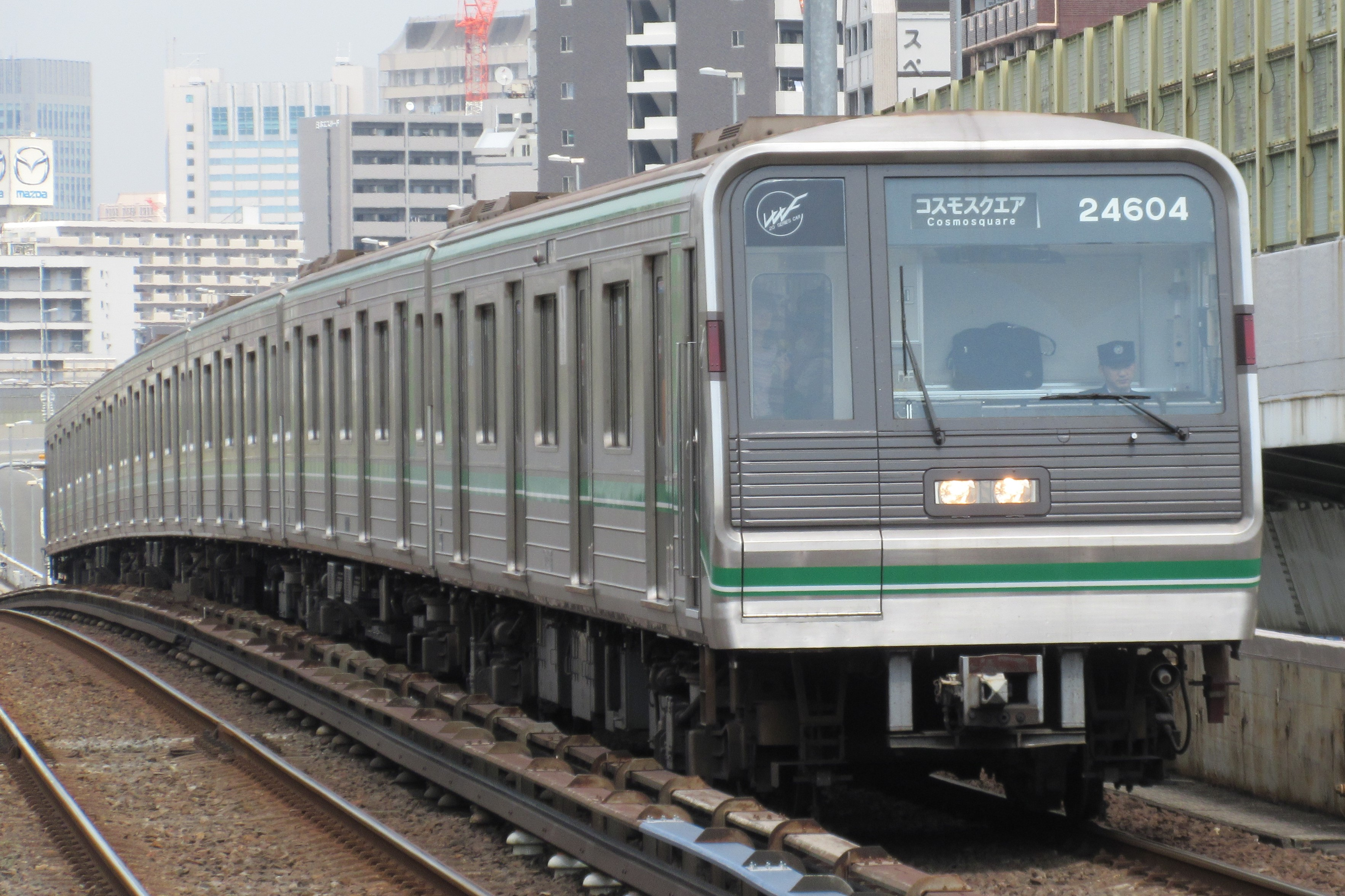
24系
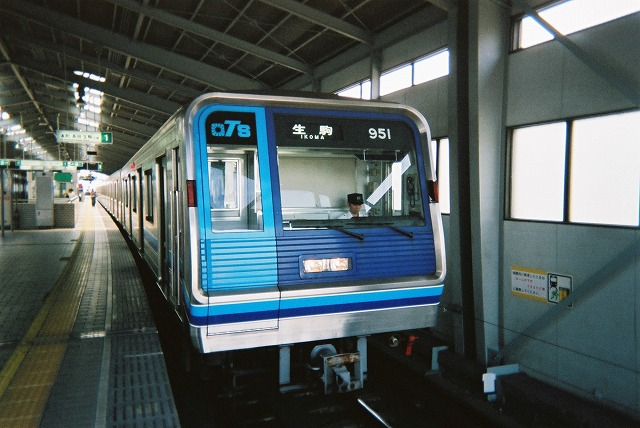
大阪港トランスポートシステムOTS系（大阪港駅）

## 車両基地

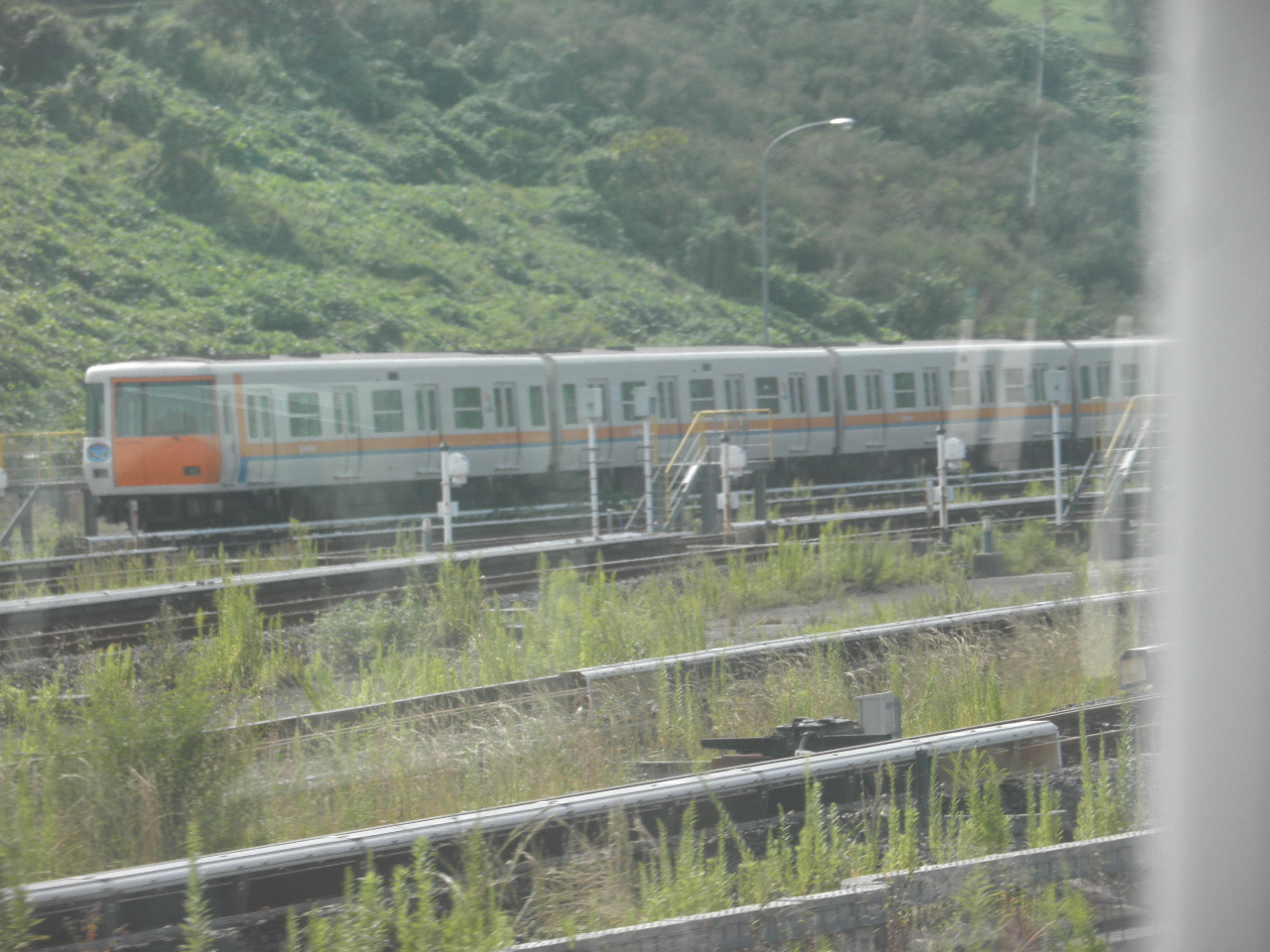
登美ヶ丘車庫（列車内より撮影）

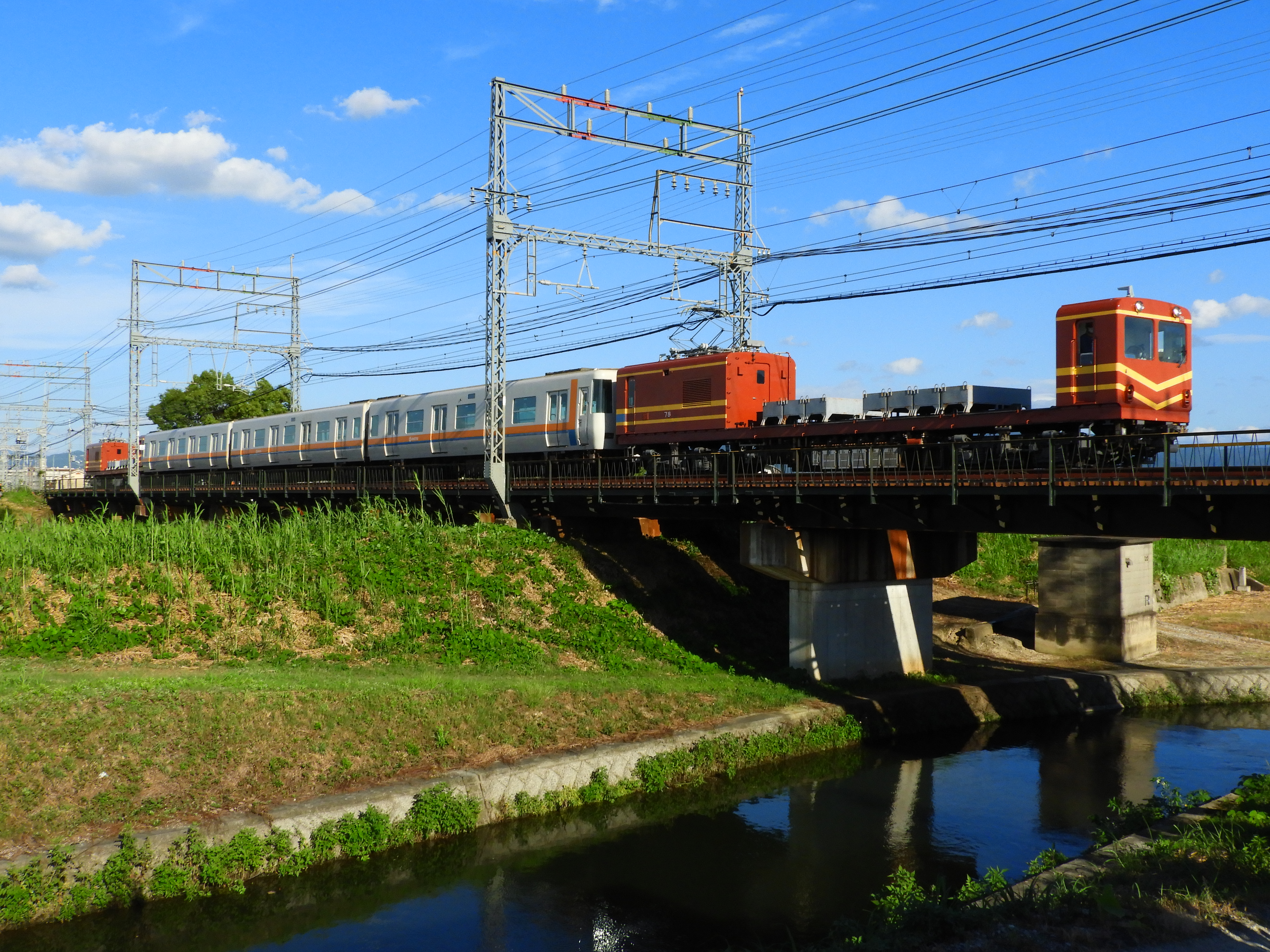
モト75形に牽引されて五位堂研修車庫へ回送される7020系
（大阪線 松塚駅 - 真菅駅間）

けいはんな線には、東生駒信号場東側（奈良線東生駒駅北東側）にある東花園検車区東生駒車庫と学研奈良登美ヶ丘駅西側にある東花園検車区登美ヶ丘車庫の2か所の車両基地がある。
東生駒車庫は長田駅 - 生駒駅間開業時に設置された車庫で、生駒駅 - 学研奈良登美ヶ丘駅間で試運転が開始された2005年（平成17年）11月頃までは現在の生駒駅 - 東生駒信号場間の学研奈良登美ヶ丘方面行き本線を車庫線として使用していた（単線で現生駒駅2番線から延びていた。延伸工事の際に奈良線の生駒駅 - 東生駒駅間の一部で上下線を南に1線分移設し用地を確保）。奈良線とは東生駒駅構内とを結ぶ連絡線によって線路がつながっており、けいはんな線用車両の重要部検査や全般検査などはこの連絡線を利用して東生駒車庫 - 東生駒駅 - 奈良線 - 大和西大寺駅 - 橿原線 - 橿原神宮前駅（往路）- 八木西口短絡線（復路はここで直接折り返し） - 大阪線経由で五位堂検修車庫に回送して行う（7000系の更新工事の際にはさらに高安車庫まで運行された）。ただし、けいはんな線用車両は電車への供給電圧や集電方式・車両限界が異なり、経路となる奈良・橿原・大阪の各線では自力回送ができないため、台車に装着されている集電靴（コレクターシュー）と車体のドアステップを外して3両単位で電動貨車2両（モト75形77+78）の間に挟まれて無動力回送される。
登美ヶ丘車庫は、生駒駅 - 学研奈良登美ヶ丘駅間開業時に設置された車庫である。

## 旅客案内
荒本以東の接近アナウンスは、他の近鉄の路線と異なり3点チャイムが鳴ってから放送されていたが、延伸開業の6日前に実施された2006年3月21日のダイヤ改正時からけいはんな線独自の接近・発車メロディ（コスモスクエア方面はドビュッシーの「海」、学研奈良登美ヶ丘方面はベートーヴェンの交響曲第6番「田園」のアレンジ。編曲はいずれも西谷喜久）を導入し、案内放送も更新された。
車内自動放送は開業当初は直通先の大阪市営地下鉄（当時）に合わせて中村健治が起用され、後に津田英治に変更された。その後、大阪市営地下鉄は車内自動放送の担当を秀平真由美に変更したが、当路線内では戸閉・広告放送を除き津田の自動放送が継続され、学研奈良登美ヶ丘駅延伸開業時も津田による収録が行われた。近鉄他路線に有田洋之による車内自動放送が導入された後も当路線の自動放送は津田のままであったが、2025年になってOsaka Metro中央線の夢洲駅開業当日に有田による車内自動放送に更新されている。
駅名標などのサインシステムは、東大阪線時代は近鉄の他路線と同様に当時の近鉄標準仕様のものを使用していた（ただし、2005年に更新される以前に採用されていたベースカラーが焦げ茶色のものであった。他路線が2005年に更新を開始した際には、当時の東大阪線はサインシステムの移行計画があったことから更新対象外であった）が、けいはんな線となったと同時に他路線とは異なるデザインのけいはんな線専用の駅名標とサインシステムに更新された（生駒駅はけいはんな線改札内のみけいはんな線のサインシステムを採用している）。その後他路線は駅ナンバリング導入に伴い2016年にも駅名標とサインシステムを順次更新しているが、独自仕様であるけいはんな線のサインシステムについては更新対象外であった（ただし、他路線での駅ナンバリング導入以降に更新されたサインでは、書体や路線記号の標記は他路線と同様である）。2025年のOsaka Metro中央線の夢洲駅開業により、時刻表・路線図は他路線同様のデザインに更新されているが、駅名標等一部に独自のサインが残っている。

## 将来の計画・構想

### 延伸計画
前述の通り、学研奈良登美ヶ丘駅から祝園（新祝園）・高の原方面への延伸計画があるが、当面は凍結される見込みである。
延伸エリア周辺にはリニア中央新幹線の駅が設置される可能性がある。
2019年6月24日、京都府相楽郡精華町議会は近鉄けいはんな線を延伸し、新祝園駅に接続することを求める決議を全会一致で可決した。

### 直通特急
近鉄は、2025年に夢洲で開催が予定されている2025年大阪・関西万博にあわせて、集電靴を折り畳む機構により架空電車線方式と第三軌条方式の両方の集電方式に対応した車両を開発し、近鉄奈良駅から当線経由で夢洲までの直通特急を走らせることを検討している。2022年5月には集電靴を上方に折り畳む機構を備えた「可動式第三軌条用集電装置」の試作品を公開した。
しかし、新型コロナウイルス感染拡大による業績悪化や夢洲への統合型リゾート施設 (IR) 誘致の遅れから、見直しを余儀なくされており、近鉄グループホールディングスは2020年11月の令和2年9月中間連結決算の記者会見で、夢洲と奈良を直通で結ぶ新型車両の開発・運行計画について「実施時期は経済環境や、需要の回復状況を勘案する」として遅らせる可能性を示唆している。

## 駅一覧
| 駅番号 | 駅名               | 駅間キロ | 営業キロ | 接続路線                                                                   | 所在地          | 所在地          |
| ------ | ------------------ | -------- | -------- | -------------------------------------------------------------------------- | --------------- | --------------- |
| C23    | 長田駅             | -        | 0.0      | 大阪市高速電気軌道： 中央線（夢洲駅まで直通運転）                          | 大阪府 東大阪市 | 大阪府 東大阪市 |
| C24    | 荒本駅             | 1.2      | 1.2      |                                                                            | 大阪府 東大阪市 | 大阪府 東大阪市 |
| C25    | 吉田駅             | 1.8      | 3.0      |                                                                            | 大阪府 東大阪市 | 大阪府 東大阪市 |
| C26    | 新石切駅           | 1.5      | 4.5      |                                                                            | 大阪府 東大阪市 | 大阪府 東大阪市 |
| -      | （鉄軌分界点）     | -        | 5.1      |                                                                            | 大阪府 東大阪市 | 大阪府 東大阪市 |
| C27    | 生駒駅             | 5.7      | 10.2     | 近畿日本鉄道：A 奈良線 (A17)・G 生駒線 (G17)、Y 生駒鋼索線 …鳥居前駅 (Y17) | 奈良県          | 生駒市          |
| -      | 東生駒信号場       | -        | 11.2     |                                                                            | 奈良県          | 生駒市          |
| C28    | 白庭台駅           | 5.1      | 15.3     |                                                                            | 奈良県          | 生駒市          |
| C29    | 学研北生駒駅       | 0.8      | 16.1     |                                                                            | 奈良県          | 生駒市          |
| -      | 登美ヶ丘信号場     | -        | 17.9     |                                                                            | 奈良県          | 生駒市          |
| C30    | 学研奈良登美ヶ丘駅 | 2.7      | 18.8     |                                                                            | 奈良県          | 奈良市          |

- Osaka Metroと近鉄の連絡乗車券（長田駅経由指定）を購入した場合、両社が乗り入れている鶴橋駅、大阪上本町駅（谷町九丁目駅）、大阪阿部野橋駅（天王寺駅）、日本橋駅（近鉄日本橋駅を含む）、難波駅（大阪難波駅を含む）の各駅では振替輸送を除き直接乗り継ぎはできない。

## 駅別乗降人員
| 駅名             | 乗降人員 | 備考                     |
| ---------------- | -------- | ------------------------ |
| 荒本             | 16,227人 |                          |
| 吉田             | 15,369人 |                          |
| 新石切           | 18,240人 |                          |
| 生駒             | 47,254人 | 近鉄奈良線・生駒線を含む |
| 白庭台           | 9,339人  |                          |
| 学研北生駒       | 6,419人  |                          |
| 学研奈良登美ヶ丘 | 14,165人 |                          |

令和元年、国土交通省国土政策局 「国土数値情報（駅別乗降客数データ）」